# Station Gatwick Airport
Gatwick Airport is het spoorwegstation van Luchthaven Londen Gatwick, Crawley in Engeland. Het station is eigendom van Network Rail en wordt ook beheerd door Southern. Het station was een van de 18 (belangrijkste) stations in het Verenigd Koninkrijk die door Network Rail beheerd worden, maar wordt sinds 2012 door Southern beheerd. Het station ligt 43 km ten zuiden van Londen. De spoorwegmaatschappijen Gatwick Express, Southern, Great Western Railway en Govia Thameslink Railway maken gebruik van het station.

## Treinverbindingen
Vanaf Gatwick Airport vertrekken de volgende verbindingen:
- Gatwick Express London Victoria - Gatwick Airport

- Southern London Victoria - Clapham Junction - East Croydon - Gatwick Airport - Haywards Heath - Brighton
- Southern London Victoria - Clapham Junction - East Croydon - Gatwick Airport - Haywards Heath - Lewes - Eastbourne - Hastings - Ore
- Southern London Victoria - Clapham Junction - East Croydon - Gatwick Airport - Haywards Heath - Hove - Worthing - Littlehampton
- Southern London Victoria - Clapham Junction - East Croydon - Redhill - Gatwick Airport - Horsham - Chichester - Havant - Fareham - Southampton
- Southern London Victoria - Clapham Junction - East Croydon - Redhill - Gatwick Airport - Horsham - Chichester - Havant - Portsmouth
- Southern London Victoria - Clapham Junction - East Croydon - Redhill - Gatwick Airport - Horsham - Bognor Regis
- Southern London Bridge - East Croydon - Redhill - Gatwick Airport - Horsham

- First Capital Connect Bedford - Luton - Luton Airport Parkway - St Albans - London St Pancras International - London Bridge - East Croydon - Gatwick Airport - Haywards Heath - Brighton

- Great Western Railway Reading - Guildford - Dorking - Reigate - Redhill - Gatwick Airport

Een reis van Gatwick Airport naar London Victoria duurt ongeveer 30-35 minuten, naar London Bridge duurt ongeveer 30-50 minuten.